# Марциано, Йорам
Йорам Марциано (ивр. יורם מרציאנו‎; родился 31 октября 1964 года, Лод, Израиль) — израильский политик, депутат кнессета 17 и 18 созывов от партии Авода.

## Биография
Марциано родился в городе Лод. Окончил среднюю школу, служил в Армии обороны Израиля. Вышел в отставку в звании сержанта. Был мэром Лода в 1998 году, затем перешел на работу в канцелярию премьер-министра Израиля в центральном округе.
Впервые был избран в кнессет в 2006 году, возглавил парламентскую фракцию «Авода-Меймад». Вошел во множество комиссий, исполнял обязанности председателя комиссии по внутренним делам и защите окружающей среды. Являлся также председателем лобби в пользу города Лода и туристического лобби.
В предвыборном списке Аводы на выборах в кнессет 18-го созыва получил семнадцатое место, однако партия получила только тринадцать мандатов. Марциано вошел в кнессет только 9 декабря 2012 года, сменив перешедшего в «Ха-Тнуа» Амира Переца. При принесении присяги в кнессете Марциано раскритиковал свою собственную партию, а также выразил поддержку премьер-министру Нетаньяху.
В предвыборный список Аводы на выборах 2013 вообще не попал. Марциано совершил более 70 дорожных правонарушений.
Марциано женат, имеет двух детей. Владеет английским и арабским языками.